# DECT

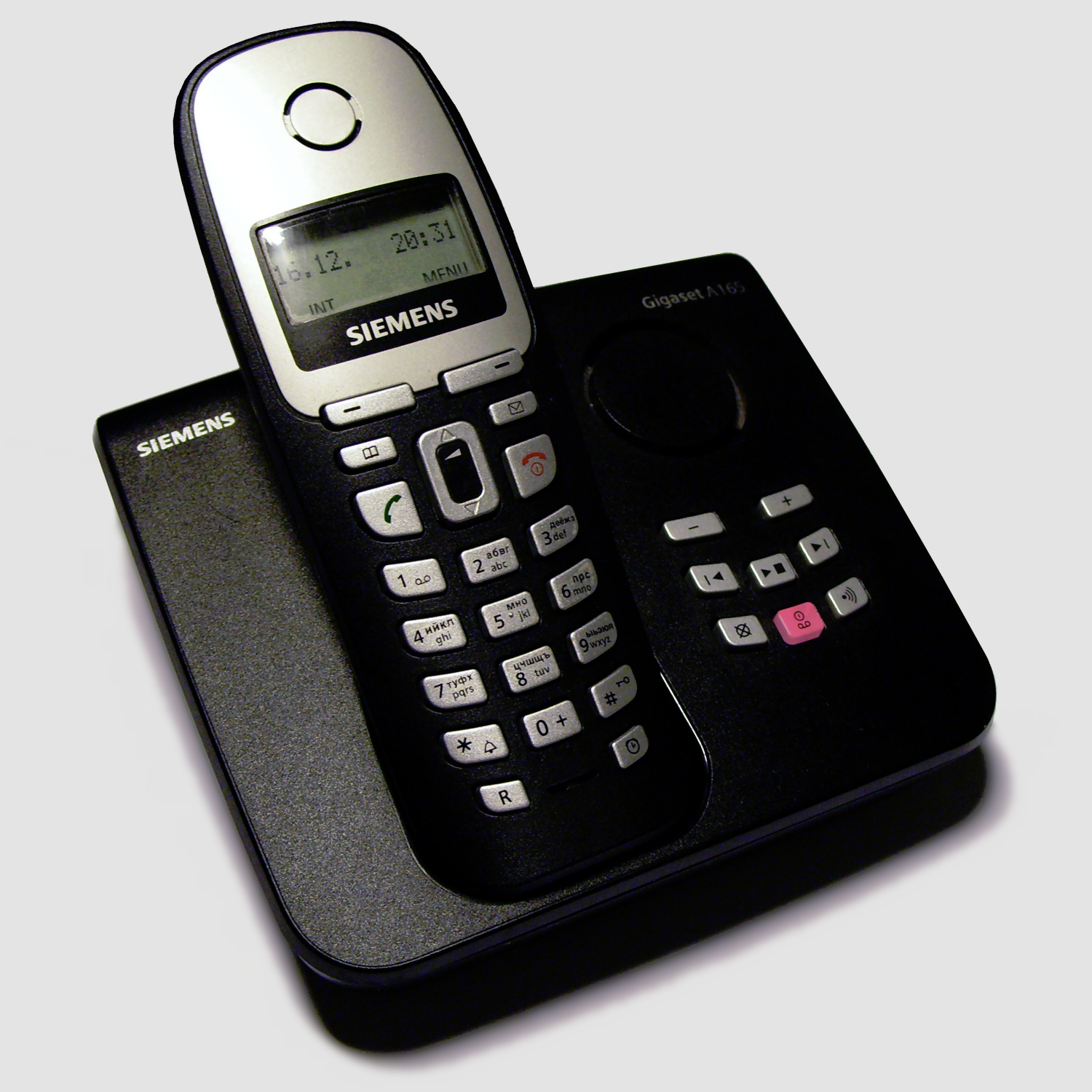

DECT(Digital Enhanced Cordless Telecommunications)는 유럽 전기 통신 표준 협회(ETSI)에서 관리하는 코드리스 전화 통신 표준이다. 이는 CT1 및 CT2와 같은 이전 표준을 대체하는 공통 표준인 유럽에서 시작되었다. DECT-2020 표준부터는 IoT 통신도 포함된다.
유럽을 넘어 오스트레일리아와 아시아 및 남아메리카 대부분의 국가에서 채택되었다. 북아메리카 채택은 미국 무선 주파수 규정으로 인해 지연되었다. 이로 인해 약간 다른 주파수 범위를 사용하는 DECT 6.0이라는 DECT 변형이 개발되었다. 이로 인해 이 장치는 동일한 제조업체라도 다른 지역에서 사용하도록 의도된 시스템과 호환되지 않는다. DECT는 북미를 제외하고 DECT가 사용되는 대부분의 국가에서 다른 표준을 거의 완전히 대체했다.
DECT는 원래 네트워크로 연결된 기지국 간의 빠른 로밍을 위해 고안되었으며 첫 번째 DECT 제품은 Net3 무선 LAN이었다. 그러나 가장 널리 사용되는 응용 분야는 주로 가정 및 소규모 사무실 시스템에서 기존 아날로그 전화에 연결된 단일 셀 무선 전화기이다. 단, 다중 셀 DECT 및 DECT 중계기가 있는 게이트웨이는 많은 PBX(사설 교환기)에서도 사용할 수 있다. 파나소닉, 마이텔, 기가셋, 아스콤, 시스코, 그랜드스트림, 스놈, 스펙트라링크 및 RTX가 생산하는 중소기업용 시스템이다. DECT는 베이비 모니터, 무선 마이크, 산업용 센서 등 무선 전화기 이외의 용도로도 사용할 수 있다. ULE 얼라이언스의 DECT ULE 및 "HAN FUN" 프로토콜은 홈 보안, 자동화 및 사물 인터넷(IoT)에 맞게 조정된 변형이다.
DECT 표준에는 대부분의 제조업체가 구현하는 간단한 전화 기능에 대한 공통 상호 운용성 프로필인 GAP(일반 액세스 프로필)가 포함되어 있다. GAP 규격을 사용하면 다양한 제조업체의 DECT 핸드셋과 베이스가 가장 기본적인 기능 수준, 즉 전화를 걸고 받는 기능에서 상호 운용될 수 있다. 일본은 DECT 포럼에서 지원하는 자체 DECT 변형인 J-DECT를 사용한다.
DECT 포럼에서 CAT-iq로 판매하는 차세대 DECT(NG-DECT) 표준은 핸드셋과 기지국을 위한 공통 고급 기능 세트를 제공한다. CAT-iq는 GAP 장비와의 역호환성을 유지하면서 IP-DECT 기지국과 다양한 제조업체의 핸드셋 간의 상호 호환성을 허용한다. 또한 광대역 오디오에 대한 필수 지원도 필요하다.
NR+(New Radio plus)로 판매되는 DECT-2020 뉴 라디오는 매우 안정적인 낮은 대기 시간 및 대규모 기계 유형 통신에 대한 ITU-R IMT-2020 요구 사항을 충족하고 이전 DECT 장치와 공존할 수 있는 5G 데이터 전송 프로토콜이다.

## 표준
ETSI EN 300 175 V2.9.1 (2022-03). Digital Enhanced Cordless Telecommunications (DECT) –  Common Interface (CI)
- “ETSI EN 300 175-1. Part 1: Overview” (PDF).
- “ETSI EN 300 175-2. Part 2: Physical Layer (PHL)” (PDF).
- “ETSI EN 300 175-3. Part 3: Medium Access Control (MAC) layer” (PDF).
- “ETSI EN 300 175-4. Part 4: Data Link Control (DLC) layer” (PDF).
- “ETSI EN 300 175-5. Part 5: Network (NWK) layer” (PDF).
- “ETSI EN 300 175-6. Part 6: Identities and addressing” (PDF).
- “ETSI EN 300 175-7. Part 7: Security features” (PDF).
- “ETSI EN 300 175-8. Part 8: Speech and audio coding and transmission” (PDF).

ETSI TS 103 636 v1.5.1 (2024-03). DECT-2020 New Radio (NR)
- “ETSI TS 103 636-1. Part 1: Overview” (PDF).
- “ETSI TS 103 636-2. Part 2: Radio reception and transmission requirements” (PDF).
- “ETSI TS 103 636-3. Part 3: Physical layer” (PDF).
- “ETSI TS 103 636-4. Part 4: MAC layer” (PDF).
- “ETSI TS 103 636-5. Part 5: DLC and Convergence layer” (PDF).

Digital Enhanced Cordless Telecommunications (DECT)
- “ETSI TS 103 634 V1.5.1 (2024-06). Low Complexity Communication Codec plus (LC3plus)” (PDF).
- “ETSI TS 103 706 V1.1.1 (2022-01). Advanced Audio Profile” (PDF).
- “ETSI EN 300 700 V2.2.1 (2018-12). Wireless Relay Station (WRS)” (PDF).
- “ETSI EN 300 444 V2.5.1 (2017-10). Generic Access Profile (GAP)” (PDF).
- “ETSI EN 301 649 V2.3.1 (2015-03). DECT Packet Radio Service (DPRS)” (PDF).
- “ETSI EN 300 757 V1.5.1 (2004-09). Low Rate Messaging Service (LRMS) including Short Messaging Service (SMS)” (PDF).
- “ETSI EN 300 824 V1.3.1 (2001-08). Cordless Terminal Mobility (CTM) – CTM Access Profile (CAP)” (PDF).

## 같이 보기
- 무선 가입자 회선